# Dia Internacional de la Dona Afrodescendent
El Dia Internacional de la Dona Afrodescendent, també conegut com el Dia de la Dona Afrollatina, Afrocaribenya i de la Diàspora, és una commemoració anual el 25 de juliol de la lluita femenina afrodescendent contra la discriminació racial, el masclisme, la pobresa i la marginació; i s'hi encoratja a incidir en les agendes polítiques dels Estats per a que prenguin mesures en aquest sentit mitjançant l'establiment d'estratègies de lluita, empoderament i cohesió. Es va celebrar oficialment per primera vegada als Països Catalans el 2017, a València.
Aquesta efemèride va ser fixada en la trobada a República Dominicana de dones líders afrodescendents de 32 països de l'Amèrica Llatina i el Carib el 25 de juliol del 1992, la Primera Trobada de Dones Afrollatines, Afrocaribenyes i de la Diàspora. Hi va sorgir també la Xarxa de Dones Afrollatinoamericanes, Afrocaribenyes i de la Diàspora. Aquell mateix dia l'afrodescendent Lucrecia Pérez va ser assassinada a Aravaca per un guàrdia civil i tres menors d'edat de grups neonazis, cosa que va realçar la necessitat d'aquest dia simbòlic per als antiracistes.